# 阿特科格爾山
47°40′01″N 13°47′12″E / 47.666968°N 13.786699°E

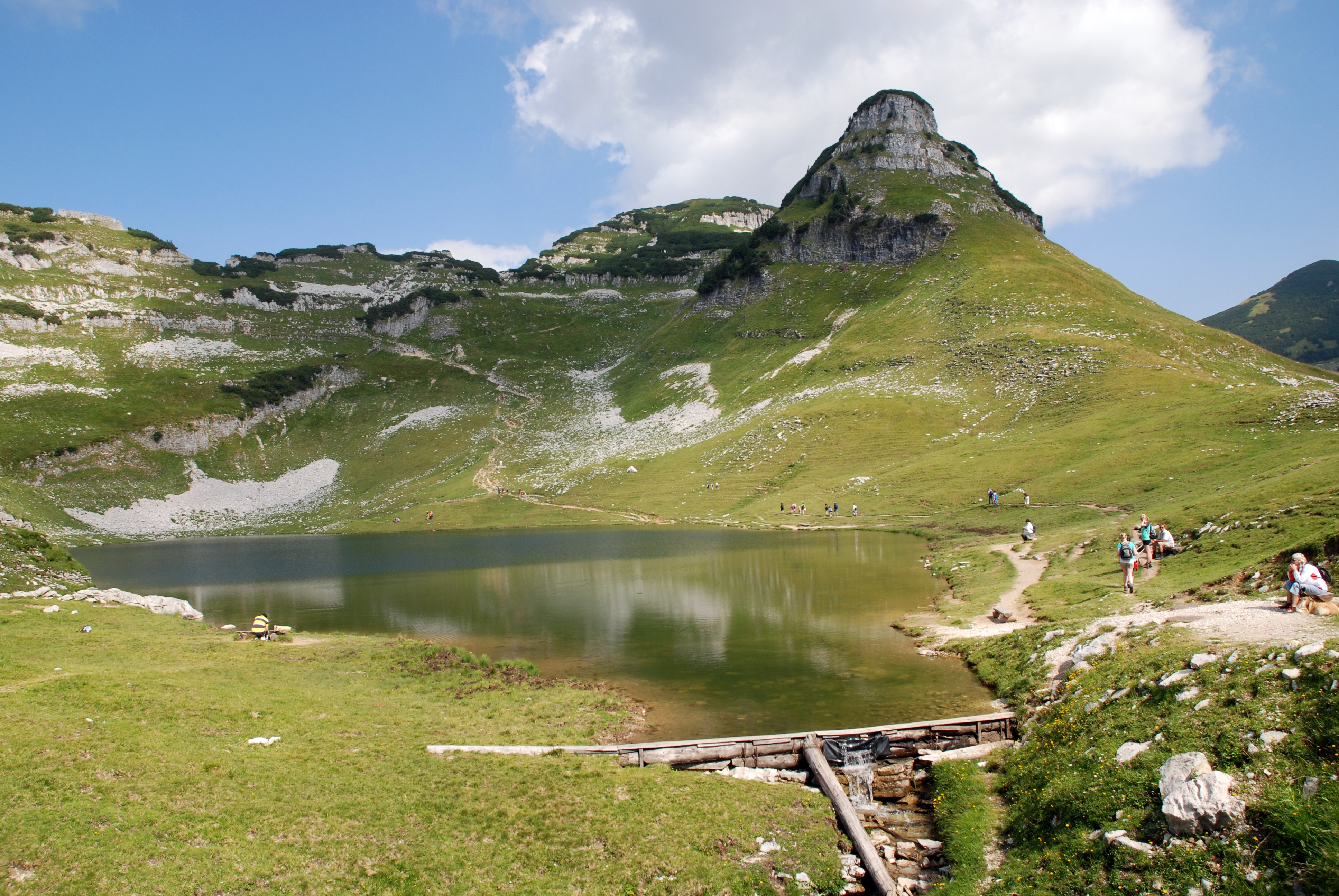

阿特科格爾山（德語：Atterkogel），是奧地利的山峰，位於該國東南部，由施泰爾馬克州負責管轄，屬於托特斯山脈的一部分，海拔高度1,826米，每年平均降雨量1,801毫米。